# Липецька Юлія Євгенівна
Юлія Євгенівна Липецька (8 січня 1986) — українська паратхеквондистка. Має І розряд. Представляє Запорізьку область. Учасниця літніх Паралімпійських іграх 2020 у Токіо.

## Спортивні здобутки
- Бронзова призерка Чемпіонату світу 2019 року
- Срібна призерка Чемпіонату Європи 2019 року